# Paranemastoma montenigrinum
Espèce
Synonymes
- Nemastoma gigas montenigrinum Nosek, 1904

Paranemastoma montenigrinum est une espèce d'opilions dyspnois de la famille des Nemastomatidae.

## Distribution
Cette espèce est endémique du Monténégro.

## Description
Le mâle syntype mesure 5 mm et la femelle syntype 6 mm.

## Systématique et taxinomie
Cette espèce a été décrite sous le protonyme Nemastoma gigas montenigrinum par Nosek en 1904. Elle suit son espèce dans le genre Paranemastoma en 1973. Elle est élevée au rang d'espèce par Kury, Kury et Oliveira en 2024.

## Étymologie
Son nom d'espèce lui a été donné en référence au lieu de sa découverte, Monténégro.

## Publication originale
- Nosek, 1904 : « Pavoukovití členovci Černé Hory (Arachnoidea montenigrina). » Sitzungsberichte der Königlichen Böhmischen Gesellschaft der Wissenschaften, vol. 1903, no 46, p. 1–4.